# J・D・サリンジャー
ジェローム・デイヴィッド・サリンジャー（Jerome David Salinger、1919年1月1日 - 2010年1月27日）は、アメリカ合衆国の小説家。『ライ麦畑でつかまえて』などで知られる。

## 生涯

### 幼少期から作家になるまで
1919年1月1日、ニューヨークのマンハッタンで生まれる。
父はリトアニア系ユダヤ人で、チーズなどの輸入を行う貿易会社の経営者ソル・サリンジャー、母はスコットランド=アイルランド系のカトリック教徒の娘マリーであった。当時に関わらず現代においても、一般的な宗教観念として、ユダヤ人とカトリック教徒という異教徒同士が結婚するということは、宗教的に祝福されうるものではなかった。母であるマリーはそれらの宗教的・社会的な非難を避けるために、名前をユダヤ人風である「ミリアム」に改名している。

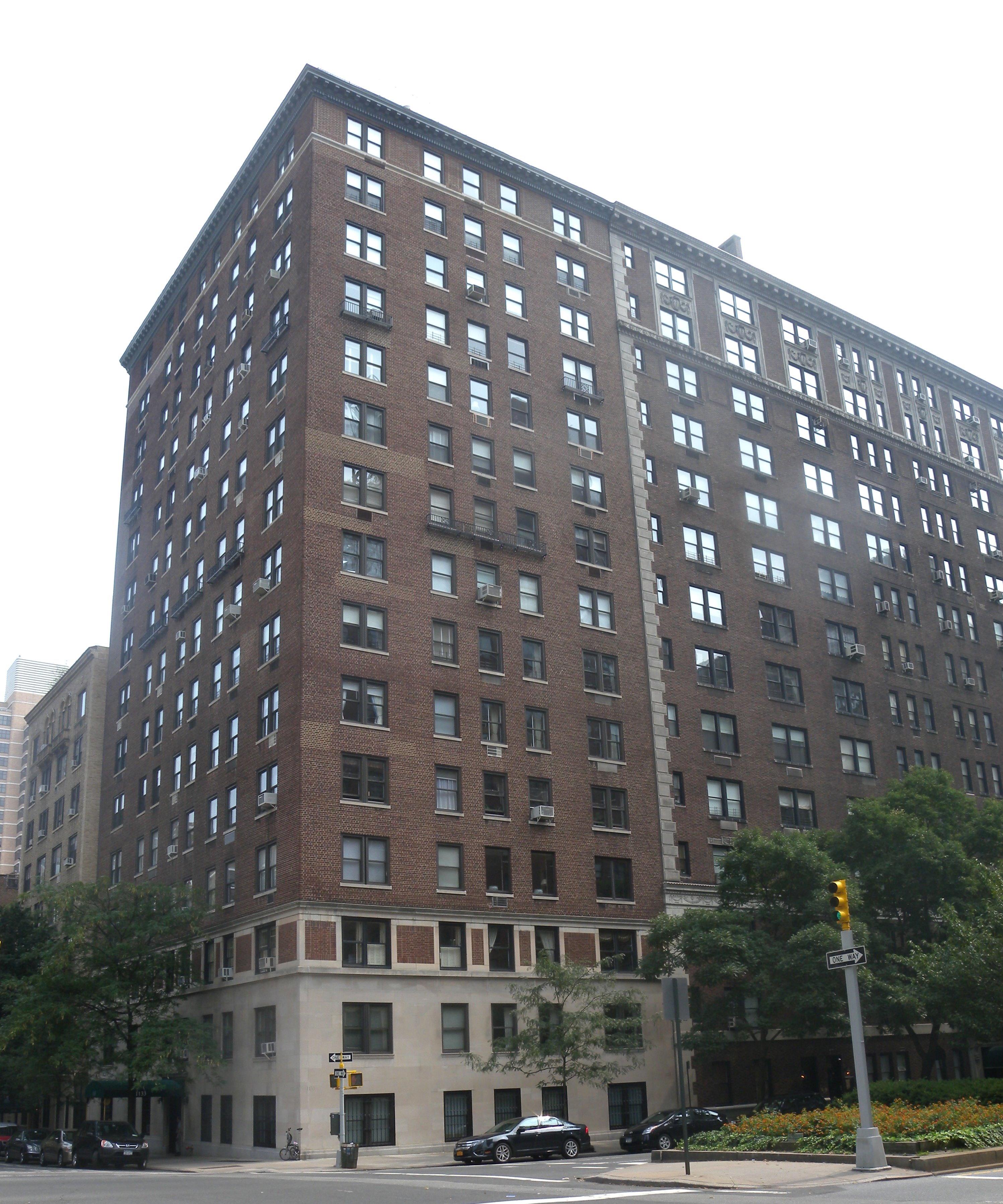
マンハッタンにあるサリンジャーの生家

1932年にマークバーニ校（ボーディングスクール）に入学した。この頃は演劇に関心を持っており、入学面接では「（興味があるのは）演劇と熱帯魚」と答えている。1930年代のアメリカ合衆国内においては反ユダヤ主義が増加し、「ジェローム」というユダヤ人風のファーストネームを待つサリンジャーは周囲に溶け込めなかった。そのため、学業不振を理由に1年で退学処分となってしまう。その後ペンシルベニア州のヴァリー・フォージ・ミリタリー・アカデミーに入学し、卒業まで過ごす。この学校はいわゆる士官学校であったため、士官候補生として厳しい教育を受けた。サリンジャーは消灯後の寮において、毛布に包まりながら懐中電灯の灯りで小説を書き始めた。サリンジャーは自身を平凡な学生だったと振り返っており、IQテストでは111から115を記録するなど平均をわずかに上回る程度であり学業の成績も平均的であった。卒業後、ニューヨーク大学が提供していた学習障害を持つ学生用カリキュラムである特殊教育課程を修了する予定だったが一年で中退。1936年、家族に小説家になることを話すが、父の反対と貿易会社を継がせる意向により、オーストリアやポーランドなどの畜産農場あるいは屠殺場にて働く。サリンジャーはこれらの経験から、本格的に父の会社を継ぐことを拒否し始めた。1938年秋、帰国後にアーサイナス大学に入学するも、1学期で中退。
1939年春になると、コロンビア大学が提供していた後に第二次世界大戦帰還兵の再教育を目的として再編成されることになるスクール・オブ・ジェネラル・スタディーズの夜間授業に通い、文芸誌『ストーリー』の編集長ホイット・バーネットの創作講座を受講した。バーネットは自身が創刊した雑誌『ストーリー』に多くの新人作家の作品を掲載し、世間に紹介してきたことで知られる（トルーマン・カポーティ、ジョゼフ・ヘラー、ノーマン・メイラーなど）。サリンジャーはバーネットの講義に大きな影響を受け、処女作『若者たち』 (The Young Folks) を『ストーリー』 (1940年3月-4月号) に掲載することに成功する。原稿料はわずか25ドルではあったが、これによりサリンジャーは商業小説家としてデビューを果たした。また、これがきっかけで小説が他の文芸紙にも掲載されるようになる。
1941年に『マディソン・アヴェニューのはずれでのささいな抵抗』 (Slight Rebellion off Madison) が『ザ・ニューヨーカー』に掲載が決まる。12月中に掲載される予定となったが太平洋戦争の開戦による影響で作品の掲載は無期延期となってしまう（結局5年後の1946年に掲載される）。ちなみにこの短編は、作家の分身とでもいうべきホールデン・コールフィールドが初めて登場した作品である。
1941年から、劇作家ユージン・オニールの娘ウーナ・オニールと交際しており、軍務に就いてからも文通していたが、ウーナは1943年に突如チャールズ・チャップリンと結婚してしまう。

### 軍歴
1942年、太平洋戦争が勃発。サリンジャーは徴兵によりアメリカ合衆国陸軍へ入隊する。2年間の駐屯地での訓練を経た後、第4歩兵師団第12歩兵連隊に配属された。1944年3月イギリスに派遣され、6月にノルマンディー上陸作戦に一兵士として参加し、激戦地の一つユタ・ビーチに上陸。同年12月にはバルジの戦い、その後にはヒュルトゲンの森の戦いに従軍した。これらの連戦により、サリンジャーが配属された第12歩兵連隊は、3080人のうち、 すでに2517人が戦死していた。
戦時中、パリの解放後に新聞特派員としてパリを訪れたアーネスト・ヘミングウェイと知り合う。現役中に書いた『最後の休暇の最後の日（The Last Day of the Furlough）』を読んだヘミングウェイはその才能を認めて賞賛したという。サリンジャーは1944年9月4日に書いた手紙において、ヘミングウェイの作品が「硬い印象」だったのに対して、ヘミングウェイ自身は寛容で親しみやすい人であった、と記している。一方、戦後には「ライ麦畑でつかまえて」内においてヘミングウェイの著作である「武器よさらば」を否定的に描写した。
1945年4月、ダッハウ強制収容所の外部収容所として知られるカウフェリンクIV強制収容所を解放する任務に参加し、ホロコーストを目の当たりにする。カウフェリンクにはドイツ敗北前に「処理」された数百体の焼死体が残されていた。これらの経験から精神的に追い込まれていき、ドイツ降伏後は戦闘神経症（現在ではPTSDと呼ばれる）と診断され、ニュルンベルクの陸軍総合病院に入院する。入院中にドイツ人女性医師シルヴィア・ヴェルターと知り合い結婚。1945年11月除隊。
サリンジャーは作中において第二次世界大戦の過酷さを多数描写しているが、自身の経験として直接的に言及することを一切せず、避けた。

### 『ライ麦畑でつかまえて』
1945年12月に『ライ麦畑でつかまえて』の原型となる作品『僕はちょっとおかしい（I'm Crazy）』が雑誌『コリアーズ』に掲載される。1946年、シルヴィアと7ヶ月で離婚。ヤッピーのような生活を送り、またニューヨークのボヘミアンとも多く交流を持つようになる。
1949年頃、コネチカット州ウェストポートに家を借り執筆生活に専念、『ライ麦畑でつかまえて』の執筆を開始した。1950年1月、短編小説『コネチカットのひょこひょこおじさん』（『ナイン・ストーリーズ』収録作品）の映画化『愚かなり我が心』をハリウッドのサミュエル・ゴールドウィンが全米公開するが、映画の評判は芳しくなく、サリンジャーもこの映画を見て激怒し、それ以来自分の作品の映画化を許可することはなかった。1950年秋『ライ麦畑でつかまえて』が完成する。当初ハーコード・プレスから作品は出版される予定だったが、「狂人を主人公にした作品は出版しない」と出版を拒否される。結局リトル・ブラウン社から刊行された。文壇からは賛否両論があり、また保守層やピューリタン的な道徳的思想を持った人からは激しい非難を受けた。しかし主人公ホールデンは同世代の若者からは圧倒的な人気を誇り、2007年までに全世界で6000万部以上の売り上げを記録。2010年代以降でも毎年約50万部が売れているとされる。

### 隠遁生活
1953年、サリンジャーは『ライ麦畑でつかまえて』の成功によって、ニューヨークで静かな生活を送ることが困難になった。その結果、コネチカット川が流れる、ニューハンプシャー州の南西部コーニッシュの土地を購入し、ライフラインが乏しい家で原始的な生活を送りつつ執筆を続けた。地元コミュニティに参加し、地元の高校生達を家に招くなど交流を深めることになる。しかし親しくしていた女子高生の1人が、学生新聞の記事として書くことを条件に受けたインタビューの内容を、スクープとして地元の新聞にリークしてしまった。このことにサリンジャーは激怒し、高校生達とも縁を切り、社会や地元コミュニティから孤立した生活を送るようになった。これらの状況により、マスメディアはサリンジャーを「隠遁した小説家」として報道した。

### 晩年

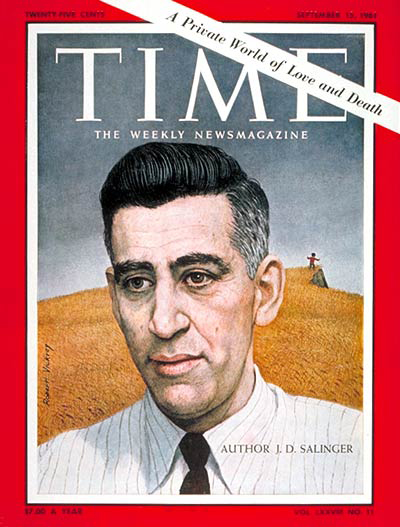
TIME誌の表紙に掲載されるサリンジャー（1961年）

1955年にラドクリフ大学に在学中のクレア・ダグラスと結婚。一男一女を儲けるが、次第に発表する作品数を減らしていく。1953年、いわゆる「グラース家」シリーズの第1作『バナナフィッシュにうってつけの日』をはじめとする短編集『ナイン・ストーリーズ』を発表する。1961年に『フラニーとズーイ』、1963年に『大工よ、屋根の梁を高く上げよ／シーモア―序章―』を発表し、その後も同シリーズの刊行が続くものと思われたが、1965年6月に『ニューヨーカー』に掲載した『ハプワース16、一九二四』を最後に作品の発表を止め、作家業から事実上引退した。1967年にクレアと離婚、1972年に当時18歳だったジョイス・メイナードと短期間同棲。1990年頃からは約50歳年下の看護婦と結婚生活を送っていたという。
晩年のサリンジャーは人前に出ることもなく、2メートルの塀で囲まれた屋敷の中で生活をしていたとされる。彼には世捨て人のイメージがつきまとうようになり、一度小説を書き始めると何時間も仕事に没頭し続けており、何冊もの作品を書き上げている、など様々な噂がなされた。ただ、実際にはサリンジャーは、町で「ジェリー」と呼ばれて親しまれ、子供たちとも話をし、毎週土曜に教会の夕食会に参加するなど、地域に溶け込んで暮らしていたという。住民の間では彼の私生活を口外しないことが暗黙の了解だった。没後に息子マットへの取材で、サリンジャーは物書きとしてただプライバシーを望んでいただけだという。また、常に作品のアイデアを温めていて、思いつくと車の中や家で書き留めていたという。
1985年、作家・評論家のイアン・ハミルトンがテキサス大学でサリンジャーの書簡多数を発見し、これを元に伝記を書いたが、校正刷りの段階でサリンジャーが異議を申し立てて裁判を起こした。ハミルトンは二度書き直したものの、サリンジャーはニューヨークの法廷に姿を現し、一審でハミルトン側が勝ったが、二審で覆り、結局ハミルトンはサリンジャーの書簡を引用しない版（『サリンジャーをつかまえて』、海保眞夫訳）を刊行した（サリンジャー対ランダムハウス事件）。
2009年、『ライ麦畑でつかまえて』の続編と称した『60 Years Later:Coming Through the Rye』がスウェーデンの出版社Nicotextから出版されると知り、その著者であるJ・D・カリフォルニアなる人物とNicotextとを相手取り、6月1日に著作権侵害で提訴した。訴状は「続編はパロディではないし、原作に論評を加えたり、批評したりするものでもない。ただ不当な作品にすぎない」として、出版の差し止めを求めた。

### 死去
2010年1月27日、ニューハンプシャー州サリバン郡コーニッシュにある自宅にて老衰のため死去。91歳だった。遺族がサリンジャーの未発表原稿を所有しており、出版に向けた準備が進められているとされる。

## 作品リスト

### 単行本
下記の日本語訳が主な版本。他にも複数の版元で日本語訳が出版されている。
- The Catcher in the Rye, 1951
  - 『危険な年齢』橋本福夫訳、ダヴィッド社、1952年。初訳版
  - 『ライ麦畑でつかまえて』（野崎孝訳、白水社、1964年）、のち白水Uブックス
  - 『キャッチャー・イン・ザ・ライ』（村上春樹訳、白水社、2003年）、のち白水Uブックス
- Nine Stories, 1953
  - 『ナイン・ストーリーズ』（野崎孝訳、新潮文庫、1974年）、のち改版
  - 『九つの物語』（中川敏訳、集英社文庫、1977年）、のち改版
  - 『ナイン・ストーリーズ』（柴田元幸訳、ヴィレッジブックス[62]、2009年）、のち河出文庫
- Franny and Zooey, 1961
  - 『フラニーとゾーイー』（野崎孝訳、新潮社、1968年）、のち新潮文庫
  - 『フラニーとズーイ』（村上春樹訳、新潮文庫、2014年）
- Raise High the Roof Beam, Carpenters, and Seymour:An Introduction Stories  , 1963
  - 『大工よ、屋根の梁を高く上げよ シーモア-序章-』（野崎孝・井上謙治訳、河出書房新社、1970年／新潮文庫、1980年）、のち改版

### 未単行本化中編
1965年にサリンジャーが発表した最後の作品として雑誌『ニューヨーカー』に掲載されたが、米国では単行本化されていない。
- Hapworth 16, 1924, 1965
  - 『ハプワース16、一九二四』（原田敬一訳、荒地出版社、1977年、「選集 別巻1」、1990年）
  - 『このサンドイッチ、マヨネーズ忘れてる／ハプワース16、1924年』（金原瑞人訳、新潮社、2018年／新潮文庫、2024年）。全9編
  - 『彼女の思い出／逆さまの森』（金原瑞人訳、新潮社、2022年）

### 未単行本化短編
サリンジャーが雑誌に発表した30編の短編のうち、9編を選んで編まれた短編集が『ナイン・ストーリーズ』であり、それ以外の短編は米国では単行本化されていない。
- The Young Folks (1940)
- Go See Eddie (1940)
- The Hang of It (1941)
- The Heart of a Broken Story (1941)
- The Long Debut of Lois Taggett (1942)
- Personal Notes on an Infantryman (1942)
- The Varioni Brothers (1943)
- Both Parties Concerned (1944)
- Soft-Boiled Sergeant (1944)
- Last Day of the Last Furlough (1944)
- Once a Week Won't Kill You (1944)
- A Boy in France (1945)
- Elaine (1945)
- This Sandwich Has No Mayonnaise (1945)
- The Stranger (1945)
- I'm Crazy (1945)
- Slight Rebellion Off Madison (1946)
- A Young Girl in 1941 with No Waist at All (1947)
- The Inverted Forest (1947)
- A Girl I Knew (1948)
- Blue Melody (1948)

### 未発表短編
- "The Last and Best of the Peter Pans" (1942)
- "The Magic Foxhole" (1944)
- "Two Lonely Men" (1944)
- "The Children's Echelon" (1944)
- Three Stories
  - "Mrs. Hincher" or "Paula" (1941)
  - "The Ocean Full of Bowling Balls" (1945)
  - "Birthday Boy" (1946)

## 研究・評伝等
- ウォーレン・フレンチ『サリンジャー研究』田中啓史訳、荒地出版社、1979年、再版1988年
- イアン・ハミルトン『サリンジャーをつかまえて』海保真夫訳、文藝春秋、1992年／文春文庫、1998年
- ジョイス・メイナード『ライ麦畑の迷路を抜けて』野口百合子訳、東京創元社、2000年
- マーガレット・A・サリンジャー『我が父 サリンジャー』亀井よし子訳、新潮社、2003年
- ポール・アレクサンダー『サリンジャーを追いかけて』田中啓史訳、DHC、2003年
- ケネス・スラウェンスキー『サリンジャー 生涯91年の真実』田中啓史訳、晶文社、2013年
  - 2017年に『ライ麦畑の反逆児 ひとりぼっちのサリンジャー』として映画化された。
- ジョアンナ・ラコフ『サリンジャーと過ごした日々』井上里訳、柏書房、2015年	
  - 2020年に『マイ・ニューヨーク・ダイアリー』として映画化された。
- デイヴィッド・シールズ、シェーン・サレルノ『サリンジャー』坪野圭介・樋口武志訳、角川書店（KADOKAWA）、2015年
- 渥美昭夫、井上謙治編『サリンジャーの世界』荒地出版社、1969年（重版多数）
- 田中啓史『「ライ麦畑のキャッチャー」の世界』開文社、1994年
- 野間正二『「キャッチャー・イン・ザ・ライ」の謎をとく』創元社、2003年
- 野間正二『戦争PTSDとサリンジャー』創元社、2005年
- 森川展男『サリンジャー 伝説の半生、謎の隠遁生活』中公新書、1998年
- 竹内康浩『サリンジャー解体新書 「ライ麦畑でつかまえて」についてもう何も言いたくない』荒地出版社、1998年
- 竹内康浩・朴舜起『謎ときサリンジャー 「自殺」したのは誰なのか』新潮選書、2021年
- 田中啓史編著『イエローページ サリンジャー作品別（1940～1965）』荒地出版社、2000年
- 田中啓史『ライ麦畑でつかまえて』ミネルヴァ書房、2006年
- 村上春樹、柴田元幸『翻訳夜話2　サリンジャー戦記』文春新書、2003年